# بورزانگا
بورزانگا شهری در شهرستان بورزانگا در استان بام در بورکینافاسوی شمالی است و جمعیت آن ۷۰۸۸ نفر است.